# Obertruppführer
Obertruppführer (Nederlands: Hogere-troepleider) was een door de Nationaalsocialistische Duitse Arbeiderspartij ingestelde paramilitaire rang die bestond tussen 1932 en 1945. De rang werd het meest geassocieerd met de Sturmabteilung (SA), maar het was ook een van de eerste rangen tijdens de beginjaren van de Schutzstaffel (SS).
De rang van Obertruppführer stamt origineel van de rang van de Truppführer af. Deze titel werd al in de stoottroepen compagnieën gebruikt tijdens de Eerste Wereldoorlog. De SA-rang van Obertruppführer werd in 1932 ingesteld, dit vanwege de uitbreiding van de SA en het groeiende aantal leden. De rang van Obertruppführer was een lagere rang dan die van een Haupttruppführer. Hij diende als een hogere onderofficier met de rang equivalent van een pelotonssergeant in andere militaire organisaties.
Als SS-rang werd de Obertruppführer gebruikt tussen 1932 en 1934. De rang van Obertruppführer was in de begin dagen van de SS-Verfügungstruppe (SS-VT) ook een rang. Een SS-Obertruppführer droeg dezelfde verantwoordelijkheden als zijn SA tegenhanger.
De rang van Obertruppführer werd afgeschaft na de Nacht van de Lange Messen, en werd hernoemd in SS-Hauptscharführer. De rang van Obertruppführer bleef bestaan in de SA tot de capitulatie van nazi-Duitsland in 1945.